# 津上俊哉
津上 俊哉（つがみ としや、1957年 - ）は日本の現代中国研究家・経済評論家・コンサルタントである。専門は中国経済。（有）津上工作室代表を務める。

## 略歴
詳細はBLOGOS・日本経済新聞出版社著作一覧を参照。
- 1957年（0歳） - 愛媛県新居浜市生まれ[2]。
- 1975年（18歳） - 東京教育大学附属高等学校（現・筑波大学附属高等学校）を卒業。
- 1980年（23歳） - 東京大学法学部を卒業。通商産業省（現・経済産業省）に入省。産業政策局商政課に配属される。
- 1986年（29歳） - 経済部企業振興課長として長崎県に出向する。
- 1989年（32歳） - 総括班長として機械情報産業局航空機武器課長補佐に任命される。
- 1991年（34歳） - 総括班長として資源エネルギー庁石油部計画課長補佐に任命される。
- 1994年（37歳） - 通商政策局国際経済部通商協定管理課公正貿易推進室長に任命される[1]。
- 1996年（39歳） - 外務省に出向し、在中国日本大使館経済部参事官に任命される。
- 2000年（43歳） - 通商政策局北西アジア課長（現・北東アジア課長）に任命される。
- 2001年（44歳） - 通商政策局北東アジア室長に任命される[1]。
- 2002年7月（45歳） - 2004年3月30日（47歳） - 独立行政法人経済産業研究所上席研究員。
- 2003年（46歳） - 処女作『中国台頭』を出版。第25回サントリー学芸賞政治・経済部門を受賞する[2]。
- 2004年6月（47歳） - 東亜キャピタル株式会社社長に就任する。
- 2004年（47歳） - 2012年1月（55歳） - 日中専門の投資ファンド「日中架け橋ファンド」を運営する。
- 2012年（55歳） - （有）津上工作室代表を務める。

## 著作

### 図書
- 『中国台頭　日本は何をなすべきか』日本経済新聞社、2003年1月。ISBN 4-532-35029-8。 - 第25回サントリー学芸賞政治・経済部門を受賞。
- 『岐路に立つ中国　超大国を待つ7つの壁』日本経済新聞出版社、2011年2月。ISBN 978-4-532-35458-9。
- 『中国台頭の終焉』日本経済新聞出版社〈日経プレミアシリーズ 184〉、2013年1月。ISBN 978-4-532-26184-9。
- 『中国停滞の核心』文藝春秋〈文春新書 957〉、2014年2月20日。ISBN 978-4-16-660957-4。
- 『巨龍の苦闘　中国、GDP世界一位の幻想』KADOKAWA〈角川新書 K-22〉、2015年5月10日。ISBN 978-4-04-102748-6。
- 『「米中経済戦争」の内実を読み解く』PHP研究所〈PHP新書 1105〉、2017年7月。ISBN 978-4-569-83651-5。

### 電子書籍
- 『中国台頭の終焉』（Kindle版）日本経済新聞出版社〈日経プレミアシリーズ 184〉、2013年6月19日。ASIN B00DFT1H8W。
- 『「影の銀行」の謎を解く　これが、経済成長を「かさ上げ」した中国経済の末路だ』（Kindle版）PHP研究所〈Voice S〉、2013年10月7日。ASIN B00FKT30AI。 - 『Voice』2013年9月号に掲載された同名の記事の電子書籍版。
- 『中国停滞の核心』（Kindle版）文藝春秋〈文春新書 957〉、2014年6月6日。ASIN B00KKGVSS2。

### 共著
- 「中国の経済成長と日中関係」『中国とどう付き合うか』シンクネット・センター21〈TNC21政策研究シリーズ 2〉、2004年11月。 - 叶芳和・朱建栄・高原明生・津上俊哉・安室憲一 述。
- 小林煕直 ほか「これからの中国経済と日中ビジネス、日中関係」『中国の台頭と日本』亜細亜大学アジア研究所〈アジア研究所叢書 20〉、2006年3月31日。ISBN 4-900521-20-5。 - 会期：2005年（平成17年）6月4日-7月2日。小林煕直・友田錫・江畑謙介・津上俊哉・阿部純一・石川幸一・西澤正樹 著。
- 津上俊哉 著「日中両国の歴史的和解を考える」、山下英次 編『東アジア共同体を考える　ヨーロッパに学ぶ地域統合の可能性』ミネルヴァ書房、2010年8月10日。ISBN 978-4-623-05633-0。 - 索引あり。
- 津上俊哉 著「中国専門家の立場から問題を見る」、自衛隊を活かす会 編著 編『南スーダン、南シナ海、北朝鮮　新安保法制発動の焦点』かもがわ出版、2016年11月。ISBN 978-4-7803-0877-8。

### 翻訳
- 呉敬璉『呉敬璉、中国経済改革への道』バリー・ノートン 編・解説、曽根康雄 監訳、NTT出版〈叢書《制度を考える》〉、2015年3月23日。ISBN 978-4-7571-2339-7。
  - 「経済体制中期〈1988-1995〉改革計画綱要」津上俊哉 訳
  - 「短・中期経済体制改革の包括的設計」津上俊哉 訳
- 『比較制度分析のフロンティア』青木昌彦・岡崎哲二・神取道宏 監修、NTT出版、2016年9月。ISBN 978-4-7571-2325-0。
  - 「中国が引き続き深化させるべき6つの制度改革」、楼継偉 著、津上俊哉 訳
  - 「中国における構造問題の制度的基礎」、許成鋼 著、津上俊哉 訳

## 関連文献
- 大泉啓一郎『老いてゆくアジア　繁栄の構図が変わるとき』中央公論新社〈中公新書 1914〉、2007年9月25日。ISBN 978-4-12-101914-1。

### 動画
- 津上俊哉「中国政府が慌てて削除した、実際のGDP成長率」 - YouTube#国際政治ch 42
- 津上俊哉×細谷雄一「2019年 米中経済戦争を読み解く」 - YouTube#国際政治ch 42